# Anemia australis
Anemia australis là một loài dương xỉ trong họ Anemiaceae. Loài này được Mickel M. Kessler & A.R. Sm. mô tả khoa học đầu tiên năm 2007.